# Lijst van moties van wantrouwen in Nederland
Dit is een lijst van moties van wantrouwen die door een of meer Kamerleden in stemming zijn gebracht in de Eerste Kamer der Staten-Generaal en Tweede Kamer der Staten-Generaal van Nederland. Het gros ervan is niet aangenomen.

## Achtergrond

### Vertrouwensregel
De staatkundige context van de motie van wantrouwen is, dat elk kabinet het vertrouwen van de meerderheid van het parlement moet hebben om te kunnen regeren en dat een kabinet of bewindspersoon aftreedt nadat duidelijk is dat er geen vertrouwen (meer) bestaat. Dit beginsel staat zo niet in de wet maar is gegroeid in de praktijk (staatkundig gewoonterecht) die een interpretatie gaf van twee regels uit de Grondwet:
- De kroon is onschendbaar, de ministers dragen verantwoordelijkheid
- Het parlement controleert de regering

Deze regel van staatkundig gewoonterecht wordt in politicologie en staatkunde de vertrouwensregel genoemd en geldt als een van de grondbeginselen van het Nederlands parlementair stelsel.

### Kwestie-Mijer
In 1866 nam de Tweede Kamer voor het eerst een motie van wantrouwen aan. De motie was ingediend door L.W.Ch. Keuchenius van de Anti-Revolutionaire Partij, naar aanleiding van de benoeming van minister van Koloniën Pieter Mijer tot gouverneur-generaal van Nederlands-Indië, vlak na zijn aantreden als minister. Formateur Jules graaf van Zuylen van Nijevelt had Mijer gevraagd om als minister van Koloniën toe te treden tot het kabinet. Mijer gaf aan dat hij liever gouverneur-generaal van Nederlands-Indië wilde worden, omdat die positie veel beter betaalde. Van Zuylen sprak daarop met Mijer af dat als hij minister zou worden, hij alleen de eerste begroting voor Koloniën hoefde af te handelen. Als die begroting door de Tweede Kamer zou zijn geloodst, zou Van Zuylen er voor zorgen dat Mijer gouverneur-generaal zou worden. Nadat de begroting door de Tweede Kamer werd goedgekeurd, trad Mijer inderdaad af als minister. Een dag later werd hij door koning Willem III benoemd tot gouverneur-generaal. Volgens de Tweede Kamer was deze gang van zaken onbetamelijk. Ze nam de eerste motie van wantrouwen uit de geschiedenis aan:
De Kamer, de gedragslijn van het Kabinet ten opzigte van de uittreding van den Minister van Koloniën, Mr. P. Mijer, afkeurende, gaat over tot de orde van dag.

### Praktijk
Het aantal moties van wantrouwen is sterk toegenomen sinds de jaren 2000. Met name de Partij voor de Vrijheid en diens voorloper Groep Wilders dienden veel moties van wantrouwen in, geen ervan werd echter aangenomen. Tegen het kabinet-Rutte III werd het hoogste aantal moties van wantrouwen ingediend, namelijk 38.
De enige aangenomen motie van wantrouwen was in 1939 de motie-Deckers tegen het net nieuw aangetreden kabinet-Colijn V die luidde:
De Kamer,

overwegende, dat de Kabinetsformatie niet heeft geleid tot het optreden van een Kabinet, dat de noodige waarborgen biedt voor een deugdelijke behartiging van 's Lands belang in gemeen overleg met de Staten-Generaal, keurt het optreden van dit Kabinet af en gaat over tot de orde van den dag.
Het lage slagingspercentage komt onder meer doordat bewindslieden vaak de eer aan zichzelf houden door voor stemming op te stappen, wanneer zij vermoeden dat een motie aangenomen zal worden of grote steun zal krijgen. Voorbeelden hiervan zijn het opstappen van Menno Snel, Jeanine Hennis-Plasschaert en het kabinet-Rutte III. De motie wordt dan niet meer in stemming gebracht omdat de ontwerp-motie of de aankondiging ervan zijn parlementaire werk al heeft gedaan.
Soms zijn andere moties en stemmingen, zoals een motie van afkeuring of afkeuring van de begroting, aanleiding voor een bewindspersoon om op te stappen. De bewindspersoon interpreteert het in stemming brengen of de stemming dan als het uitspreken van wantrouwen. Voorbeelden hier van zijn het kabinet-Cals, tijdens de zogenaamde Nacht van Schmelzer, Ernst Hirsch Ballin, Ed van Thijn en Sigrid Kaag.

## Tweede Kamer
| Datum             | Eerste indiener                                | Aanleiding                                                                              | Aan wie gericht                                                                         | Stemmen voor | Stemmen tegen | Refs    |
| ----------------- | ---------------------------------------------- | --------------------------------------------------------------------------------------- | --------------------------------------------------------------------------------------- | ------------ | ------------- | ------- |
| 2 april 2025      | Frans Timmermans (Groenlinks-PvdA)             | kabinetsbeleid lintjes (lintjesgate)                                                    | Marjolein Faber (minister van Asiel en Migratie)                                        | 55           | 95            |         |
| 20 februari 2025  | Esther Ouwehand (PvdD)                         | Stikstofbeleid                                                                          | Femke Wiersma (minister van Landbouw, Visserij, Voedselzekerheid en Natuur)             | 6            | 144           | [ 8 ]   |
| 19 december 2024  | Michiel van Nispen (SP)                        |                                                                                         | Marjolein Faber (minister van Asiel en Migratie)                                        | 38           | 112           | [ 9 ]   |
| 10 oktober 2024   | Ismail El Abassi (DENK)                        | Steunen 'minder, minder' uitspraak                                                      | Chris Jansen (staatssecretaris van Openbaar Vervoer en Milieu)                          | 6            | 144           | [ 10 ]  |
| 19 september 2024 | Stephan van Baarle (DENK)                      |                                                                                         | Kabinet-Schoof                                                                          | 6            | 144           | [ 11 ]  |
| 4 juli 2024       | Stephan van Baarle (DENK)                      |                                                                                         | Kabinet-Schoof                                                                          | 6            | 144           | [ 12 ]  |
| 4 juli 2024       | Frans Timmermans (GL-PvdA)                     |                                                                                         | Marjolein Faber (minister van Asiel en Migratie)                                        | 46           | 103           | [ 13 ]  |
| 4 juli 2024       | Frans Timmermans (GL-PvdA)                     |                                                                                         | Reinette Klever (minister voor Buitenlandse Handel en Ontwikkelingshulp)                | 46           | 103           | [ 14 ]  |
| 20 juni 2024      | Jimmy Dijk (SP)                                |                                                                                         | Dilan Yeşilgöz-Zegerius (minister van Justitie)                                         | 14           | 136           | [ 15 ]  |
| 21 mei 2024       | Gideon van Meijeren (FVD)                      | Instemmen met Pandemieverdrag                                                           | Conny Helder (minister voor Medische Zorg)                                              | 3            | 147           | [ 16 ]  |
| 18 januari 2024   | Pepijn van Houwelingen (FVD)                   |                                                                                         | Kabinet-Rutte IV                                                                        | 6            | 143           | [ 17 ]  |
| 20 juni 2023      | Fleur Agema (PVV)                              | Mondkapjesaffaire                                                                       | Ernst Kuipers (minister van Volksgezondheid, Welzijn en Sport)                          | 40           | 109           | [ 18 ]  |
| 20 juni 2023      | Fleur Agema (PVV)                              | Mondkapjesaffaire                                                                       | Conny Helder (minister voor Langdurige Zorg en Sport)                                   | 40           | 109           | [ 18 ]  |
| 15 juni 2023      | Wybren van Haga (Groep Van Haga)               |                                                                                         | Ernst Kuipers (minister van Volksgezondheid, Welzijn en Sport)                          | 25           | 123           | [ 19 ]  |
| 7 juni 2023       | Wybren van Haga (Groep Van Haga)               | Parlementaire enquête naar aardgaswinning Groningen                                     | Kabinet-Rutte IV                                                                        | 11           | 135           | [ 20 ]  |
| 7 juni 2023       | Jesse Klaver (GroenLinks)                      | Parlementaire enquête naar aardgaswinning Groningen                                     | Mark Rutte (minister-president)                                                         | 67           | 79            | [ 21 ]  |
| 23 mei 2023       | Renske Leijten (SP)                            | Toeslagenaffaire                                                                        | Kabinet-Rutte IV                                                                        | 48           | 101           | [ 22 ]  |
| 20 april 2023     | Farid Azarkan (DENK)                           |                                                                                         | Dilan Yeşilgöz-Zegerius (minister van Justitie en Veiligheid)                           | 12           | 135           | [ 23 ]  |
| 5 april 2023      | Jesse Klaver (GroenLinks)                      | Stikstofcrisis                                                                          | Kabinet-Rutte IV                                                                        | 59           | 76            | [ 24 ]  |
| 26 januari 2023   | Alexander Kops (PVV)                           |                                                                                         | Piet Adema (minister van Landbouw, Natuur en Voedselkwaliteit)                          | 38           | 111           | [ 25 ]  |
| 15 december 2022  | Léon de Jong (PVV)                             | Wet toekomst pensioenen                                                                 | Carola Schouten (minister voor Armoedebeleid, Participatie en Pensioenen)               | 34           | 116           | [ 26 ]  |
| 17 november 2022  | Sietse Fritsma (PVV)                           |                                                                                         | Kajsa Ollongren (minister van Defensie)                                                 | 15           | 125           | [ 27 ]  |
| 17 november 2022  | Gideon van Meijeren (FVD)                      |                                                                                         | Dilan Yeşilgöz-Zegerius (minister van Justitie en Veiligheid)                           | 8            | 142           | [ 28 ]  |
| 3 november 2022   | Caroline van der Plas (BBB)                    |                                                                                         | Christianne van der Wal (minister voor Natuur en Stikstof)                              | 29           | 118           | [ 29 ]  |
| 22 september 2022 | Geert Wilders (PVV)                            |                                                                                         | Kabinet-Rutte IV                                                                        | 38           | 111           | [ 30 ]  |
| 15 september 2022 | Wybren van Haga (Groep Van Haga)               |                                                                                         | Franc Weerwind (minister voor Rechtsbescherming)                                        | 25           | 125           | [ 31 ]  |
| 23 augustus 2022  | Geert Wilders (PVV)                            | Stikstofcrisis                                                                          | Kabinet-Rutte IV                                                                        | 41           | 109           |         |
| 7 juli 2022       | Joost Eerdmans (JA21)                          |                                                                                         | Eric van der Burg (staatssecretaris van Justitie en Veiligheid)                         | 28           | 122           | [ 32 ]  |
| 5 juli 2022       | Geert Wilders (PVV)                            | Voorjaarsnota 2022                                                                      | Kabinet-Rutte IV                                                                        | 40           | 110           | [ 33 ]  |
| 30 juni 2022      | Frederik Jansen (FVD)                          | Verordening Europese e-ID                                                               | Kabinet-Rutte IV                                                                        | 26           | 124           | [ 34 ]  |
| 23 juni 2022      | Geert Wilders (PVV)                            | Stikstofcrisis                                                                          | Kabinet-Rutte IV                                                                        | 28           | 111           |         |
| 19 mei 2022       | Geert Wilders (PVV)                            | Wissen van sms'jes                                                                      | Mark Rutte (minister-president)                                                         | 47           | 100           | [ 35 ]  |
| 7 april 2022      | Attje Kuiken (PvdA)                            | Mondkapjesaffaire                                                                       | Hugo de Jonge (minister voor Volkshuisvesting en Ruimtelijke Ordening)                  | 52           | 72            | [ 36 ]  |
| 16 februari 2022  | Wybren van Haga (Groep Van Haga)               | Maatregelen tijdens de coronacrisis in Nederland                                        | Kabinet-Rutte IV                                                                        | 25           | 125           | [ 37 ]  |
| 16 februari 2022  | Sylvana Simons (BIJ1)                          | Maatregelen tijdens de coronacrisis in Nederland                                        | Kabinet-Rutte IV                                                                        | 21           | 129           | [ 38 ]  |
| 19 januari 2022   | Geert Wilders (PVV)                            |                                                                                         | Kabinet-Rutte IV                                                                        | 22           | 127           | [ 39 ]  |
| 3 november 2021   | Wybren van Haga (Groep Van Haga)               | Coronatoegangsbewijs                                                                    | Kabinet-Rutte III (reeds demissionair)                                                  | 34           | 115           | [ 40 ]  |
| 3 november 2021   | Sylvana Simons (BIJ1)                          | Maatregelen tijdens de coronacrisis in Nederland                                        | Mark Rutte (demissionair minister-president)                                            | 9            | 140           | [ 41 ]  |
| 3 november 2021   | Sylvana Simons (BIJ1)                          | Maatregelen tijdens de coronacrisis in Nederland                                        | Hugo de Jonge (demissionair minister van Volksgezondheid, Welzijn en Sport)             | 9            | 140           | [ 41 ]  |
| 6 oktober 2021    | Jasper van Dijk (SP)                           | Evacuatie uit Afghanistan                                                               | Ankie Broekers-Knol (demissionair staatssecretaris van Justitie en Veiligheid)          | 41           | 108           | [ 42 ]  |
| 23 september 2021 | Wybren van Haga (Groep Van Haga)               | Dansen met Janssen                                                                      | Hugo de Jonge (demissionair minister van Volksgezondheid, Welzijn en Sport)             | 25           | 125           | [ 43 ]  |
| 16 september 2021 | Jasper van Dijk (SP)                           | Evacuatie uit Afghanistan                                                               | Sigrid Kaag (demissionair minister van Buitenlandse Zaken)                              | 42           | 108           | [ 44 ]  |
| 14 juli 2021      | Wybren van Haga (Groep Van Haga)               | Maatregelen tijdens de coronacrisis in Nederland                                        | Hugo de Jonge (demissionair minister van Volksgezondheid, Welzijn en Sport)             | 26           | 123           | [ 45 ]  |
| 29 april 2021     | Farid Azarkan (DENK)                           | Toeslagenaffaire                                                                        | Kabinet-Rutte III (reeds demissionair)                                                  | 40           | 93            | [ 46 ]  |
| 1 april 2021      | Geert Wilders (PVV)                            | Kabinetsformatie Nederland 2021                                                         | Mark Rutte (demissionair minister-president)                                            | 72           | 77            | [ 47 ]  |
| 5 januari 2021    | Geert Wilders (PVV)                            |                                                                                         | Hugo de Jonge (minister van Volksgezondheid, Welzijn en Sport)                          | 26           | 123           | [ 48 ]  |
| 15 december 2020  | Wybren van Haga (FVD)                          | Maatregelen tijdens de coronacrisis in Nederland                                        | Kabinet-Rutte III                                                                       | 22           | 127           | [ 49 ]  |
| 28 oktober 2020   | Geert Wilders (PVV)                            |                                                                                         | Mark Rutte (minister-president)                                                         | 39           | 111           | [ 50 ]  |
| 9 september 2020  | Geert Wilders (PVV)                            | Europees coronaherstelfonds                                                             | Mark Rutte (minister-president)                                                         | 24           | 126           | [ 51 ]  |
| 2 september 2020  | Thierry Baudet (FVD)                           |                                                                                         | Ferd Grapperhaus (minister van Justitie en Veiligheid)                                  | 25           | 125           | [ 52 ]  |
| 14 juli 2020      | Geert Wilders (PVV)                            | Europees coronaherstelfonds                                                             | Mark Rutte (minister-president)                                                         | 20           | 89            | [ 53 ]  |
| 11 juni 2020      | Henk Krol (Groep Krol/van Kooten-Arissen)      | Verhuizing marinierskazerne                                                             | Barbara Visser (staatssecretaris van Defensie)                                          | 22           | 128           | [ 54 ]  |
| 14 mei 2020       | Sadet Karabulut (SP)                           | Bombardement op Hawija                                                                  | Ank Bijleveld (minister van Defensie)                                                   | 49           | 101           | [ 55 ]  |
| 4 december 2019   | Renske Leijten (SP)                            | Toeslagenaffaire                                                                        | Menno Snel (staatssecretaris van Financiën)                                             | 46           | 85            | [ 56 ]  |
| 27 november 2019  | Lilian Marijnissen (SP)                        | Bombardement op Hawija                                                                  | Ank Bijleveld (minister van Defensie)                                                   | 48           | 102           | [ 57 ]  |
| 27 november 2019  | Lilian Marijnissen (SP)                        | Bombardement op Hawija                                                                  | Mark Rutte (minister-president)                                                         | 48           | 102           | [ 57 ]  |
| 27 november 2019  | Lilian Marijnissen (SP)                        | Bombardement op Hawija                                                                  | Kabinet-Rutte III                                                                       | 48           | 102           | [ 57 ]  |
| 14 november 2019  | Geert Wilders (PVV)                            | Stikstofcrisis                                                                          | Kabinet-Rutte III                                                                       | 21           | 128           | [ 58 ]  |
| 5 november 2019   | Isabelle Diks (GL)                             | Bombardement op Hawija                                                                  | Ank Bijleveld (minister van Defensie)                                                   | 70           | 79            | [ 59 ]  |
| 19 september 2019 | Geert Wilders (PVV)                            | Zaak-Geert Wilders                                                                      | Mark Rutte (minister-president)                                                         | 19           | 124           | [ 60 ]  |
| 11 juni 2019      | Esther Ouwehand (PvdD)                         |                                                                                         | Carola Schouten (minister van Landbouw, Natuur en Voedselkwaliteit)                     | 5            | 145           | [ 61 ]  |
| 5 juni 2019       | Geert Wilders (PVV)                            |                                                                                         | Mark Rutte (minister-president)                                                         | 28           | 122           | [ 62 ]  |
| 3 april 2019      | Gidi Markuszower (PVV)                         |                                                                                         | Sander Dekker (minister voor Rechtsbescherming)                                         | 23           | 127           | [ 63 ]  |
| 21 februari 2019  | Barry Madlener (PVV)                           |                                                                                         | Carola Schouten (minister van Landbouw, Natuur en Voedselkwaliteit)                     | 20           | 130           | [ 64 ]  |
| 14 februari 2019  | Henk van Gerven (SP)                           |                                                                                         | Bruno Bruins (minister voor Medische Zorg)                                              | 42           | 108           | [ 65 ]  |
| 30 januari 2019   | Geert Wilders (PVV)                            |                                                                                         | Kabinet-Rutte III                                                                       | 22           | 128           | [ 66 ]  |
| 29 januari 2019   | Sadet Karabulut (SP)                           |                                                                                         | Stef Blok (minister van Buitenlandse Zaken)                                             | 42           | 102           | [ 67 ]  |
| 4 december 2018   | Thierry Baudet (FVD)                           | VN-Migratiepact                                                                         | Kabinet-Rutte III                                                                       | 18           | 117           | [ 68 ]  |
| 31 oktober 2018   | Fleur Agema (PVV)                              |                                                                                         | Bruno Bruins (minister voor Medische Zorg)                                              | 48           | 102           | [ 69 ]  |
| 16 oktober 2018   | Geert Wilders (PVV)                            | Voorstel afschaffing dividendbelasting                                                  | Mark Rutte (minister-president)                                                         | 49           | 93            | [ 70 ]  |
| 2 oktober 2018    | Sadet Karabulut (SP)                           |                                                                                         | Stef Blok (minister van Buitenlandse Zaken)                                             | 44           | 106           | [ 71 ]  |
| 5 september 2018  | Tunahan Kuzu (DENK)                            |                                                                                         | Stef Blok (minister van Buitenlandse Zaken)                                             | 45           | 105           | [ 72 ]  |
| 26 juni 2018      | Geert Wilders (PVV)                            |                                                                                         | Mark Rutte (minister-president)                                                         | 37           | 104           | [ 73 ]  |
| 20 februari 2018  | Thierry Baudet (FVD)                           | Afschaffing raadgevend referendum                                                       | Kajsa Ollongren (minister van Binnenlandse Zaken en Koninkrijksrelaties)                | 23           | 93            | [ 74 ]  |
| 13 februari 2018  | Geert Wilders (PVV)                            | Aftreden Halbe Zijlstra                                                                 | Mark Rutte (minister-president)                                                         | 43           | 101           | [ 75 ]  |
| 2 november 2017   | Geert Wilders (PVV)                            | Dubbele nationaliteit                                                                   | Kajsa Ollongren (minister van Binnenlandse Zaken)                                       | 22           | 128           | [ 76 ]  |
| 2 november 2017   | Geert Wilders (PVV)                            | Dubbele nationaliteit                                                                   | Barbara Visser (staatssecretaris van Defensie)                                          | 22           | 128           | [ 76 ]  |
| 2 november 2017   | Geert Wilders (PVV)                            |                                                                                         | Ferd Grapperhaus (minister van Justitie en Veiligheid)                                  | 20           | 130           | [ 77 ]  |
| 20 december 2016  | Harm Beertema (PVV)                            | Oekraïnereferendum                                                                      | Mark Rutte (minister-president)                                                         | 33           | 117           | [ 78 ]  |
| 7 december 2016   | Selçuk Öztürk (Groep Kuzu/Öztürk)              |                                                                                         | Lodewijk Asscher (minister van Sociale Zaken en Werkgelegenheid)                        | 2            | 148           | [ 79 ]  |
| 8 november 2016   | Louis Bontes (Groep Bontes/Van Klaveren)       | Oekraïnereferendum                                                                      | Kabinet-Rutte II                                                                        | 16           | 123           | [ 80 ]  |
| 5 juli 2016       | Louis Bontes (Groep Bontes/Van Klaveren)       |                                                                                         | Mark Rutte (minister-president)                                                         | 32           | 118           | [ 81 ]  |
| 13 april 2016     | Geert Wilders (PVV)                            |                                                                                         | Mark Rutte (minister-president)                                                         | 14           | 136           | [ 82 ]  |
| 7 april 2016      | Geert Wilders (PVV)                            |                                                                                         | Ard van der Steur (minister van Veiligheid en Justitie)                                 | 38           | 112           | [ 83 ]  |
| 20 januari 2016   | Michiel van Nispen (SP)                        | Malaysia Airlines-vlucht 17                                                             | Ard van der Steur (minister van Veiligheid en Justitie)                                 | 32           | 117           | [ 84 ]  |
| 19 november 2015  | Geert Wilders (PVV)                            |                                                                                         | Kabinet-Rutte II                                                                        | 14           | 136           | [ 85 ]  |
| 14 oktober 2015   | Geert Wilders (PVV)                            |                                                                                         | Kabinet-Rutte II                                                                        | 14           | 136           | [ 86 ]  |
| 29 september 2015 | Barry Madlener (PVV)                           |                                                                                         | Wilma Mansveld (staatssecretaris van Infrastructuur en Milieu)                          | 12           | 138           | [ 87 ]  |
| 10 september 2015 | Joram van Klaveren (Groep Bontes/Van Klaveren) |                                                                                         | Kabinet-Rutte II                                                                        | 14           | 135           | [ 88 ]  |
| 19 augustus 2015  | Geert Wilders (PVV)                            |                                                                                         | Kabinet-Rutte II                                                                        | 13           | 120           | [ 89 ]  |
| 4 juni 2015       | Renske Leijten (SP)                            |                                                                                         | Martin van Rijn (staatssecretaris van Volksgezondheid)                                  | 49           | 101           | [ 90 ]  |
| 26 maart 2015     | Renske Leijten (SP)                            |                                                                                         | Martin van Rijn (staatssecretaris van Volksgezondheid)                                  | 30           | 118           | [ 91 ]  |
| 3 maart 2015      | Esther Ouwehand (PvdD)                         | Gaswinningsproblematiek in Groningen                                                    | Kabinet-Rutte II                                                                        | 11           | 101           | [ 92 ]  |
| 26 november 2014  | Louis Bontes (Groep Bontes/Van Klaveren)       |                                                                                         | Ivo Opstelten (minister van Veiligheid en Justitie)                                     | 2            | 148           | [ 93 ]  |
| 26 november 2014  | Lilian Helder (PVV)                            |                                                                                         | Ivo Opstelten (minister van Veiligheid en Justitie)                                     | 14           | 136           | [ 94 ]  |
| 13 november 2014  | Tony van Dijck (PVV)                           |                                                                                         | Kabinet-Rutte II                                                                        | 14           | 136           | [ 95 ]  |
| 18 september 2014 | Geert Wilders (PVV)                            |                                                                                         | Kabinet-Rutte II                                                                        | 12           | 138           | [ 96 ]  |
| 15 mei 2014       | Sietse Fritsma (PVV)                           |                                                                                         | Fred Teeven (staatssecretaris van Veiligheid en Justitie)                               | 12           | 117           | [ 97 ]  |
| 11 februari 2014  | Alexander Pechtold (D66)                       | Snowden onthullingen                                                                    | Ronald Plasterk (minister van Binnenlandse Zaken en Koninkrijksrelaties)                | 63           | 87            | [ 98 ]  |
| 25 september 2013 | Geert Wilders (PVV)                            |                                                                                         | Kabinet-Rutte II                                                                        | 31           | 113           | [ 99 ]  |
| 23 mei 2013       | Reinette Klever (PVV)                          |                                                                                         | Edith Schippers (minister van Volksgezondheid, Welzijn en Sport)                        | 30           | 120           | [ 100 ] |
| 14 mei 2013       | Pieter Omtzigt (CDA)                           | Bulgarenfraude                                                                          | Frans Weekers (staatssecretaris van Financiën)                                          | 63           | 87            | [ 101 ] |
| 18 april 2013     | Sharon Gesthuizen (SP)                         | Zaak-Aleksandr Dolmatov                                                                 | Fred Teeven (staatssecretaris van Veiligheid en Justitie)                               | 48           | 96            | [ 102 ] |
| 27 februari 2013  | Barry Madlener (PVV)                           |                                                                                         | Mark Rutte (minister-president)                                                         | 14           | 128           | [ 103 ] |
| 22 januari 2013   | Tony van Dijck (PVV)                           |                                                                                         | Jeroen Dijsselbloem (minister van Financiën)                                            | 15           | 135           | [ 104 ] |
| 14 november 2012  | Geert Wilders (PVV)                            |                                                                                         | Kabinet-Rutte II                                                                        | 15           | 135           | [ 105 ] |
| 5 juli 2012       | Marianne Thieme (PvdD)                         | Q-koortsepidemie in Nederland                                                           | Edith Schippers (demissionar minister van Volksgezondheid, Welzijn en Sport)            | 2            | 148           | [ 106 ] |
| 5 juli 2012       | Marianne Thieme (PvdD)                         | Q-koortsepidemie in Nederland                                                           | Henk Bleker (demissionar staatssecretaris van Economische Zaken, Landbouw en Innovatie) | 2            | 148           | [ 106 ] |
| 24 mei 2012       | Geert Wilders (PVV)                            |                                                                                         | Jan Kees de Jager (demissionair minister van Financiën)                                 | 24           | 123           | [ 107 ] |
| 27 maart 2012     | Renske Leijten (SP)                            |                                                                                         | Edith Schippers (minister van Volksgezondheid, Welzijn en Sport)                        | 57           | 93            | [ 108 ] |
| 14 december 2011  | Marianne Thieme (PvdD)                         |                                                                                         | Henk Bleker (staatssecretaris van Economische Zaken, Landbouw en Innovatie)             | 2            | 148           | [ 109 ] |
| 16 februari 2010  | Femke Halsema (GL)                             | Commissie-Davids                                                                        | Jan Peter Balkenende (minister-president)                                               | 40           | 96            | [ 110 ] |
| 4 november 2009   | Rita Verdonk (Lid-Verdonk)                     |                                                                                         | Ernst Hirsch Ballin (minister van Justitie)                                             | 1            | 147           | [ 111 ] |
| 23 september 2009 | Raymond de Roon (PVV)                          |                                                                                         | Ernst Hirsch Ballin (minister van Justitie)                                             | 10           | 140           | [ 112 ] |
| 17 september 2009 | Geert Wilders (PVV)                            |                                                                                         | Kabinet-Balkenende IV                                                                   | 9            | 141           | [ 113 ] |
| 17 september 2009 | Mark Rutte (VVD)                               |                                                                                         | Kabinet-Balkenende IV                                                                   | 55           | 95            | [ 114 ] |
| 22 maart 2009     | Rita Verdonk (Lid-Verdonk)                     |                                                                                         | Kabinet-Balkenende IV                                                                   | 1            | 140           | [ 115 ] |
| 20 maart 2009     | Geert Wilders (PVV)                            |                                                                                         | Jan Peter Balkenende (minister-president)                                               | 9            | 141           | [ 116 ] |
| 20 maart 2009     | Geert Wilders (PVV)                            | Maxime Verhagen (minister van Buitenlandse Zaken)                                       |                                                                                         | 9            | 141           | [ 116 ] |
| 22 januari 2009   | Rita Verdonk (Lid-Verdonk)                     |                                                                                         | Eimert van Middelkoop (minister van Defensie)                                           | 10           | 140           | [ 117 ] |
| 6 november 2008   | Paulus Jansen (SP)                             | SS Rotterdam                                                                            | Ella Vogelaar (minister van Wonen, Wijken en Integratie)                                | 35           | 115           | [ 118 ] |
| 18 september 2008 | Geert Wilders (PVV)                            |                                                                                         | Kabinet-Balkenende IV                                                                   | 9            | 141           | [ 119 ] |
| 2 september 2008  | Barry Madlener (PVV)                           |                                                                                         | Jacqueline Cramer (minister van Volkshuisvesting, Ruimtelijke Ordening en Milieubeheer) | 9            | 141           | [ 120 ] |
| 24 april 2008     | Henk Kamp (VVD)                                |                                                                                         | Nebahat Albayrak (staatssecretaris van Justitie)                                        |              |               | [ 121 ] |
| 17 april 2008     |                                                | OV-chipkaart                                                                            | Tineke Huizinga (staatssecretaris van Verkeer en Waterstaat )                           |              |               | [ 122 ] |
| 1 april 2008      | Geert Wilders (PVV)                            | Fitna                                                                                   | Kabinet-Balkenende IV                                                                   |              |               | [ 123 ] |
| 7 september 2007  | Geert Wilders (PVV)                            |                                                                                         | Ella Vogelaar (minister voor Wonen, Wijken en Integratie)                               |              |               | [ 124 ] |
| 1 maart 2007      | Geert Wilders (PVV)                            | Dubbele nationaliteit                                                                   | Nebahat Albayrak (staatssecretaris van Justitie)                                        |              |               | [ 125 ] |
| 1 maart 2007      | Geert Wilders (PVV)                            | Dubbele nationaliteit                                                                   | Ahmed Aboutaleb (staatssecretaris van Sociale Zaken)                                    |              |               | [ 125 ] |
| 15 september 2005 |                                                | Schiedammer parkmoord                                                                   | Piet Hein Donner (minister van Justitie)                                                |              |               | [ 126 ] |
| 17 juni 2005      | Joost Eerdmans (LPF)                           |                                                                                         | Piet Hein Donner (minister van Justitie)                                                |              |               | [ 127 ] |
| 2 juni 2005       | Geert Wilders (Groep Wilders)                  | Nederlands referendum Europese Grondwet                                                 | Kabinet-Balkenende II                                                                   |              |               | [ 128 ] |
| 12 november 2004  | Geert Wilders (Groep Wilders)                  | Moord op Theo van Gogh                                                                  | Johan Remkes (minister van Binnenlandse Zaken)                                          |              |               | [ 129 ] |
| 11 december 2002  | Jan Marijnissen (SP)                           |                                                                                         | Hilbrand Nawijn (demissionair minister voor Vreemdelingenzaken en Integratie)           | 44           | 81            | [ 130 ] |
| 21 juni 2002      | Ferry Hoogendijk (LPF)                         |                                                                                         | Klaas de Vries (demissionair minister van Binnenlandse Zaken)                           |              |               | [ 131 ] |
| 23 januari 2002   | Jan Peter Balkenende (CDA)                     |                                                                                         | Benk Korthals (minister van Justitie)                                                   |              |               | [ 132 ] |
| 9 april 1969      | Joop den Uyl (PvdA)                            | Prijsstijgingen                                                                         | Leo de Block (minister van Economische Zaken)                                           |              |               |         |
| 23 januari 1951   | Pieter Oud (VVD)                               | Kabinetscrisis over het Nieuw-Guineabeleid                                              | Kabinet-Drees I                                                                         | 33           | 59            | [ 133 ] |
| 25 juli 1939      | Laurentius Nicolaas Deckers (RKSP)             | Manier waarop de kabinetsformatie had plaatsgevonden (zonder overleg met Kamerfracties) | Kabinet-Colijn V                                                                        | 55           | 27            |         |
| 27 september 1866 | Levinus Wilhelmus Christiaan Keuchenius (ARP)  | Kwestie-Mijer                                                                           | Kabinet-Van Zuylen van Nijevelt                                                         | 39           | 23            | [ 1 ]   |

## Eerste Kamer
| Datum           | Eerste indiener                        | Aanleiding              | Aan wie gericht                                                           | Stemmen voor | Stemmen tegen | Refs    |
| --------------- | -------------------------------------- | ----------------------- | ------------------------------------------------------------------------- | ------------ | ------------- | ------- |
| 30 mei 2023     | Henk Otten (Groep Otten)               | Wet toekomst pensioenen | Carola Schouten (minister voor Armoedebeleid, Participatie en Pensioenen) | 7            | 66            | [ 134 ] |
| 15 maart 2022   | Marjolein Faber-van de Klashorst (PVV) |                         | Kabinet-Rutte IV                                                          |              |               | [ 135 ] |
| 30 oktober 2018 | Marjolein Faber-van de Klashorst (PVV) |                         | Kabinet-Rutte III                                                         |              |               | [ 136 ] |
| 4 december 2012 | Marcel de Graaff (PVV)                 |                         | Kabinet-Rutte II                                                          |              |               | [ 137 ] |